# Megaselia longibarba
Megaselia longibarba är en tvåvingeart som beskrevs av Rudolf Beyer 1964. Megaselia longibarba ingår i släktet Megaselia och familjen puckelflugor. Inga underarter finns listade i Catalogue of Life.